# Rôni
Roniéliton Pereira Santos (Aurora do Tocantins, 28 april 1977), ook wel kortweg Rôni genoemd, is een Braziliaanse voetballer.

## Braziliaans voetbalelftal
Rôni debuteerde in 1999 in het Braziliaans nationaal elftal en speelde 5 interlands, waarin hij 2 keer scoorde.
1 Dida ·
2 Evanílson ·
3 Odvan ·
4 João Carlos ·
5 Flávio Conceição ·
6 Serginho ·
7 Ronaldinho ·
8 Emerson  ·
9 Christian ·
10 Alex ·
11 Zé Roberto ·
12 Marcos Reis ·
13 César Belli ·
14 Luiz Alberto ·
15 Marcos Paulo ·
16 Athirson ·
17 Beto ·
18 Rôni ·
19 Warley ·
20 Vampeta ·
Coach: Vanderlei Luxemburgo